# Opharus belus
Opharus belus är en fjärilsart som beskrevs av Druce 1897. Opharus belus ingår i släktet Opharus och familjen björnspinnare. Inga underarter finns listade i Catalogue of Life.